# Kjerstin Nordborg
Kjerstin Nordborg, född 1944, är en svensk domare och tidigare regeringsråd i Regeringsrätten.
Nordborg blev 1978 assessor i Hovrätten för Västra Sverige, och har tjänstgjort i Marknadsdomstolen, Socialförsäkringsutskottet och Lagutskottet, samt varit sekreterare i flera statliga utredningar inom socialförsäkringsområdet. Hon utnämndes 1985 till försäkringsdomare i Försäkringsöverdomstolen, 1995 till lagman i Kammarrätten i Stockholm och senare under 1995 till regeringsråd. Hon har tidigare ingått i Vetenskapsrådets oredlighetsgrupp.